# Monte Haguro

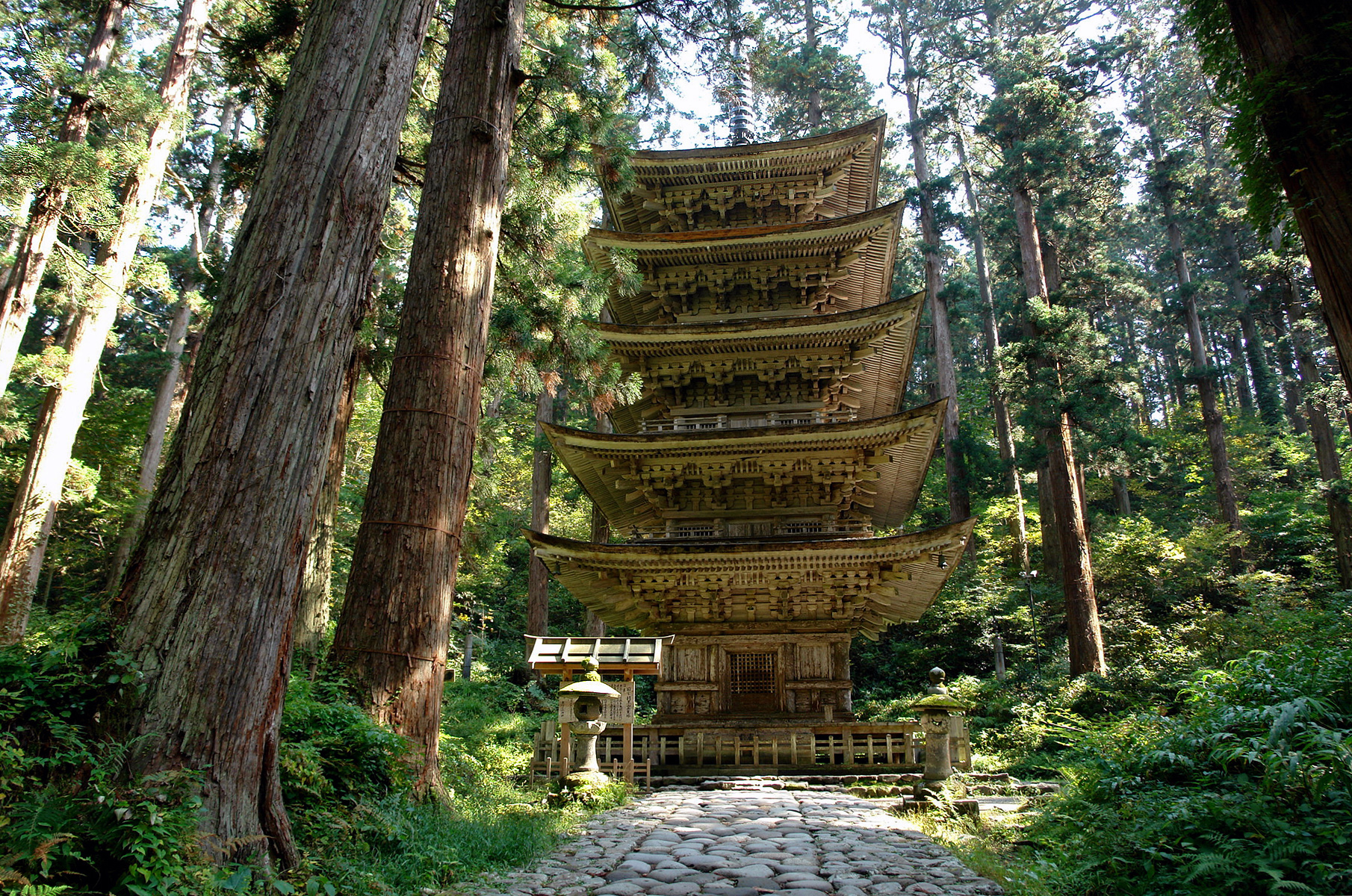
Pagode no Monte Haguro

O Monte Haguro (羽黒山, Hagurō-san) tem 414 metros de altitude e localiza-se no Japão. O Monte Haguro faz parte das Três Montanhas de Dewa. É o monte mais acessível entre os seus vizinhos.